# Dylan Murnane
Dylan Murnane (* 18. Januar 1995 in Melbourne) ist ein australischer Fußballspieler.

## Karriere
Murnane spielte in der Saison 2012 für die Port Melbourne Sharks in der Victorian State League 1, der zweithöchsten Spielklasse des Bundesstaates Victoria, bevor er für die Spielzeit 2012/13 in das Jugendteam des Profiklubs Melbourne Victory aufgenommen wurde. Nach überzeugenden Leistungen in der National Youth League wurde er von Trainer Ange Postecoglou nach dem Ausfall des nominellen Linksverteidiger des Profiteams, Adama Traoré, im März 2013 in das Profiteam befördert und kam am 25. Spieltag beim 1:1-Unentschieden im Derby gegen den Sydney FC zu seinem A-League-Debüt, als er an der Seite von Mark Milligan, Daniel Mullen und Scott Galloway die Abwehrkette bildend in der Startelf stand. Nach Engagements in Norwegen und Finnland (unter anderem beim Rekordmeister HJK Helsinki) ist er nun wieder in Australien verpflichtet und spielt für Newcastle in New South Wales.
Im August 2013 gehörte Murnane zum Aufgebot einer australischen U-20-Auswahl beim COTIF-Turnier im spanischen L’Alcúdia, das als erster Test im Hinblick auf die U-20-Weltmeisterschaft 2015 gilt.